# Gianluca Bezzina
Gianluca Bezzina, född 9 november 1989 i Qrendi, är en maltesisk sångare.

## Biografi
Bezzina är utbildad doktor.

## Karriär

### Eurovision Song Contest 2013
Den 2 februari 2013 vann han Maltas nationella uttagning till Eurovision Song Contest 2013 med låten "Tomorrow". Det var första gången som han deltog i landets uttagning. Han var juryns favorit men TV-tittarnas andra val. Telefonröstningen vanns av Kevin Borg, vinnaren av Idol 2008 i Sverige. Bezzina fickt totalt 92 poäng, 12 fler än Borg som blev tvåa med "Needing You". I finalen deltog även hans syster Dorothy Bezzina men hon hamnade på femtonde plats, därmed näst sist.
Bezzina representerade Malta i Eurovision Song Contest 2013 som hölls i Malmö i Sverige. Han slutade där på åttonde plats.

## Diskografi

### Singlar
- 2013 - "Tomorrow"